# Roquebillière

Roquebillière este o comună în departamentul Alpes-Maritimes din sud-estul Franței. În 1 ianuarie 2022 avea o populație de 1.816 de locuitori.